# فیلودندرون
فیلودندرون (نام علمی: Philodendron)نام گونه ای وسیع از گیاهان گلدار در خانواده گل شیپوریان است.از سپتامبر 2015 (شهریور ماه ۱۳۹۴) ,فهرست جهانی گیاهان  ۴۸۹ گونه از این خانواده را تایید کرد.تاکسونومیکی گیاه فیلودندرون هنوز ضعیف یا ناشناخته است.صرف نظر از تعداد گونه، جنس یا عضو دومین از خانواده گل شیپوریان است.اسم این گیاه برگرفته از نام یونانی "philo-"(عشق یا علاقه) میباشد.
1. ↑  «World Checklist of Selected Plant Families: Royal Botanic Gardens, Kew». apps.kew.org. دریافت‌شده در ۲۰۱۷-۰۱-۱۰.

- مشارکت‌کنندگان ویکی‌پدیا. «Philodendron». در دانشنامهٔ ویکی‌پدیای انگلیسی، بازبینی‌شده در ۲۳ مه ۲۰۱۶.